# Llista d'episodis de Les misterioses ciutats d'or (2012)
Aquest article conté els episodis de la sèrie de televisió d'animació francobelga Les misterioses ciutats d'or (2012). Aquesta sèrie és una continuació de la de 1982, que es considera la 1a temporada.

## Llista d'episodis

### 2a temporada
| Núm. total | Núm. de la temporada | Títol                                                           | Data d'estrena original | Data d'estrena a Catalunya |
| --- | -------------------- | --------------------------------------------------------------- | ----------------------- | -------------------------- |
| 40 | 1                    | «Retorn a Barcelona (1a part)» «Retour à Barcelone, 1re partie» | 17 de novembre de 2012  | 22 de juny de 2015         |
| L'Esteban, en Tao i la Zia han tornat del Nou Món i són a Barcelona, on també hi ha el capità Mendoza, que és a la presó amb en Pedro i en Sancho. Els tres nens entren a la presó i els rescaten. Els soldats els persegueixen, però de manera estranya, en Zares permet en secret que s'escapin i es refugiïn en una cova. Allà en Mendoza li diu a l'Esteban que el seu pare és mort. |                      |                                                                 |                         |                            |
| 41 | 2                    | «Retorn a Barcelona (2a part)» «Retour à Barcelone, 2e partie»  | 24 de novembre de 2012  | 22 de juny de 2015         |
| L'Esteban abandona el grup i torna al convent on va anar a viure quan el van recollir els monjos. Els altres se'n van a buscar-lo. Quan el troben, l'Esteban diu que no vol anar amb ells i li dona la seva medalla a en Tao. Al final, l'Esteban comprèn que ha d'anar amb el grup. Les medalles els permeten desxifrar el mapa i els indiquen que han d'anar a la Xina. Surten de Barcelona i emprenen el vol amb el Gran Còndor.                                                                                         |                      |                                                                 |                         |                            |
| 42 | 3                    | «El secret del tambor» «Le Secret du tambour»                   | 23 de març de 2013      | 23 de juny de 2015         |
| Després d'un llarg viatge, els nostres amics arriben a Guilin, al sud de la Xina. Allà coneixen en Zhi, un jove xinès que té un ós panda i que els acull al poble en plena celebració de la cerimònia del drac. En una cova secreta del poble, en Zhi els ensenya un tambor sagrat, d'on aconsegueixen treure un missatge. Mentrestant els pirates, que tenen la zona atemorida, descobreixen el "gran ocell d'or" i assetgen el poble perquè els forasters no s'escapin.                                                   |                      |                                                                 |                         |                            |
| 43 | 4                    | «En mans dels pirates» «Aux mains des pirates»                  | 30 de març de 2013      | 23 de juny de 2015         |
| Els nostres amics es volen escapar dels pirates, mitjançant a una enginyosa catapulta de bambú. Però els pirates capturen l'Esteban i en Tao i els porten al seu campament, on els tanquen en una gàbia com a presoners. Mentrestant, en Mendoza convenç la Zia perquè piloti el Gran Còndor per anar a rescatar els dos nois. Els nois estan en poder se Pang Zi, el cap dels pirates, que vol saber-ho tot del Gran Ocell d'or. No dubta a recórrer a l'esfereïdor Golutang per treure'ls la informació que tant desitja. |                      |                                                                 |                         |                            |
| 44 | 5                    | «L'alquimista» «L’Alchimiste»                                   | 31 de març de 2013      | 24 de juny de 2015         |
| Quan el cocodril dels pirates està a punt de menjar-se l'Esteban i en Tao, es presenta un home estrany que deixa fora de combat els pirates amb uns mètodes estranys. El Gran Còndor aterra per salvar l'Esteban i en Tao, però en Mendoza, l'Esteban i l'home estrany que es diu Ambrosius es queden a terra. Després d'una persecució, el còndor aterra enmig d'un camp d'arròs i tots es troben i se'n van amb l'Ambrosius a la seva nau.                                                                                |                      |                                                                 |                         |                            |
| 45 | 6                    | «A l'abordatge!» «À l’abordage !»                               | 31 de març de 2013      | 24 de juny de 2015         |
| Tota la colla està tancada a la nau de l'Ambrosius, i els pirates estan a punt d'atacar-la. L'Ambrosius, però, no està gens nerviós i comença a fer uns preparatius estranys. Els nostres amics es queden parats quan la nau comença a volar. L'Ambrosius es posa molt content quan s'assabenta que en Tao és del poble de Mu, i li deixa un llibre perquè el desxifri. Tots junts es dirigeixen cap a Pequín per trobar un drac groc.                                                                                      |                      |                                                                 |                         |                            |
| 46 | 7                    | «Shaolin»                                                       | 1 d'abril de 2013       | 25 de juny de 2015         |
| Es fa de nit i els nostres amics decideixen aterrar en ple camp xinès. Per accident, cauen en mans d'uns bandolers anomenats "Mocadors Vermells", però se salven gràcies a l'espectacular intervenció d'en Tian Li, un guerrer shaolin que els convida a passar la nit al monestir perquè en Mendoza es curi d'una ferida que s'ha fet. Al monestir, els nostres amics coneixeran el gran mestre shaolin i els monjos que fan kung fu.                                                                                      |                      |                                                                 |                         |                            |
| 47 | 8                    | «La traïció» «La Trahison»                                      | 27 d'abril de 2013      | 25 de juny de 2015         |
| L'Esteban i en Tao no poden atrapar l'home que ha entrat al dormitori. Totes les sospites de l'Esteban recauen en en Bao Xingji, un mestre instructor. La Zia ajuda el Gran Mestre a curar en Mendoza, cosa que li evoca records i enyorança de quan ajudava el seu pare a curar gent. Quan en Tao sap que en Tian Li sap desxifrar una escriptura semblant a la del Llibre de l'Ambrosius, van a buscar-lo al Còndor. Però de tornada al monestir, els bandolers, que estan a punt d'atacar-lo, els capturen.              |                      |                                                                 |                         |                            |
| 48 | 9                    | «La profecia» «La Prophétie»                                    | 4 de maig de 2013       | 26 de juny de 2015         |
| L'Esteban i en Tao descobreixen que uns bandits volen atacar el monestir de Shaolin i, amb l'ajuda dels novicis Petit Drac i Petit Tigre, avisen tots els monjos quan els bandits ja estan a punt d'entrar. L'Esteban diu al gran mestre que al monestir hi ha un traïdor que ha facilitat l'entrada als bandits i de seguida el descobreixen. Els monjos el persegueixen però, al final, qui l'atrapa és l'Esteban. |                      |                                                                 |                         |                            |
| 49 | 10                   | «La perla negra» «La Perle noire»                               | 11 de maig de 2013      | 26 de juny de 2015         |
| El Gran Còndor aterra a prop de Pequín amb els nostres amics a bord. Mentre ells esperen que l'Ambrosius els vagi a buscar, en Zares visita l'emperador i explica a en Dan Shi, un cortesà, que busca tres nens estrangers, però que no vol que l'ajudin a buscar-los. En Dan Shi sospita d'ell i encarrega als seus esbirros que segueixin en Zares i que busquin els nens. Mentrestant, els nens i els grans se'n van cap a Pequín.                                                                                       |                      |                                                                 |                         |                            |
| 50 | 11                   | «A la recerca del drac groc» «À la recherche du dragon jaune»   | 18 de maig de 2013      | 29 de juny de 2015         |
| L'Esteban en Tao i la Zia ja són a Pequín i la Mei Li, que els fa de guia, els porta fins al temple de la Renaixença. Allà, el monjo Yu Chune, quan veu que l'Esteban i la Zia porten la medalla al coll, els deixar entrar on hi ha el drac d'or. Però arribar-hi costarà. I els espera alguna sorpresa desagradable... |                      |                                                                 |                         |                            |
| 51 | 12                   | «La ciutat prohibida» «Dans la Cité interdite»                  | 25 de maig de 2013      | 29 de juny de 2015         |
| Perseguint l'home que els ha pres el drac groc, l'Esteban entra d'amagat a la Ciutat Prohibida. Quan en Yu Chune se n'assabenta, el va a buscar per amagar-lo, perquè si el troben a dins, el mataran. Però el príncep Zhu, el fill de l'emperador, enganya en Yu Chune, es fa passar per l'Esteban i així aconsegueix sortir de la Ciutat Prohibida. Però a fora també hi ha perills. |                      |                                                                 |                         |                            |
| 52 | 13                   | «Com un príncep» «Comme un prince»                              | 1 de juny de 2013       | 30 de juny de 2015         |
| En Mendoza, en Pedro i en Sancho surten a buscar el príncep Zhu i la Zia per fora de la Ciutat Prohibida. Allà, en Zhu s'adona de la misèria i la gana que passa el seu poble. Mentrestant, l'Ambrosius i en Tao tornen a la nau i sorprenen un home misteriós que vol robar la piràmide de Mu. A palau, l'Esteban es fa passar pel príncep imperial i descobreix que en Dan Shi vol treure profit del Drac Groc. |                      |                                                                 |                         |                            |
| 53 | 14                   | «L'evasió» «L’Évasion»                                          | 8 de juny de 2013       | 30 de juny de 2015         |
| L'Esteban continua fent-se passar pel príncep Zhu a la Ciutat Prohibida, però cada vegada corre més perill. En Hang i en Dan Shi es desfan del mestre Yu Chune, per apoderar-se del Drac Groc i regalar-lo a l'Emperador per guanyar-se el seu favor. Però quan l'emperador obri la capsa, tindran una sorpresa molt gran. Ara, el més important és treure l'Esteban del palau i que hi torni el príncep Zhu. La vida de tots dos és a les mans dels nostres amics i de la nau voladora de l'Ambrosius.                     |                      |                                                                 |                         |                            |
| 54 | 15                   | «La panxa del Buda» «Le Ventre de Bouddha»                      | 25 d'agost de 2013      | 1 de juliol de 2015        |
| Els nostres amics troben la Panxa del Buda a la Gran Muralla, però està custodiada per soldats xinesos. Quan, contradient les ordres d'en Mendoza, intenten acostar-s'hi per trobar el senyor Li Shuang, els sorprèn una gran tempesta de sorra i l'atac d'un grup de cavallers mongols que s'enduen la Zia. Mentrestant, enmig de la confusió els xinesos capturen en Tao i l'Esteban. |                      |                                                                 |                         |                            |
| 55 | 16                   | «El laberint» «Le Labyrinthe»                                   | 1 de setembre de 2013   | 1 de juliol de 2015        |
| En Gurban ajuda la Zia a posar-se en contacte amb en Li Shuang, un amic del pare de l'Esteban que té informació de les ciutats d'or. En Li Shuang allibera l'Esteban i en Tao dels guardes xinesos i els porta a una cova secreta on sembla que hi ha l'entrada a un lloc molt especial. Mentrestant, el capità dels guardes xinesos els espia. |                      |                                                                 |                         |                            |
| 56 | 17                   | «El jardí adormit» «Le Jardin endormi»                          | 8 de setembre de 2013   | 2 de juliol de 2015        |
| L'Esteban i la Zia van a parar a un laberint peculiar que els porta a un antic laboratori Mu molt ben equipat i en funcionament. Allà descobreixen per què serveix el Drac Groc. Mentrestant, el capità de la guàrdia xinesa s'encara amb en Li Shuang, que fins aleshores havia pogut mantenir en secret l'entrada del laberint. |                      |                                                                 |                         |                            |
| 57 | 18                   | «El fill del sol» «Le Fils du soleil»                           | 15 de setembre de 2013  | 2 de juliol de 2015        |
| Els nostres amics estan tancats en una cova i, a més, l'Esteban està molt malament perquè l'ha picat un escorpí. Sort que la Zia, amb els seus coneixements de les herbes remeieres, trobarà la manera de curar-lo. Mentrestant, en Sancho, en Pedro en Mendoza i l'Ambrosius s'acosten amb la nau d'aquest últim i, com que la brúixola es torna boja, dedueixen que per allà la vora hi ha oricalc. Poc s'esperen el que trobaran.                                                                                        |                      |                                                                 |                         |                            |
| 58 | 19                   | «L'oasi» «L’Oasis»                                              | 22 de setembre de 2013  | 3 de juliol de 2015        |
| Una vegada han aconseguit sortir del laberint, l'Ambrosius ensenya als nostres amics la piràmide de Mu, que projecta uns hologrames plens de símbols, plànols i figures. Entre elles, la d'un drac amb uns ulls estranys i un símbol mu al damunt. En Li Shuang els explica que són "els ulls que ho veuen tot" i que estan pintats en un fresc que hi ha a l'oasi de Mingsha. |                      |                                                                 |                         |                            |
| 59 | 20                   | «El fresc dels ulls maleïts» «La Fresque des yeux maudits»      | 29 de setembre de 2013  | 3 de juliol de 2015        |
| Gràcies al Pichu, els nostres amics, que s'havien perdut pel desert, poden tornar a l'oasi. Però quan hi arriben, en Mendoza se n'ha anat perseguint un home que l'ha volgut atacar. Al final es troben i decideixen anar tots al temple encantat on hi ha el fresc dels ulls maleïts, tot i que els han avisat que és un lloc molt perillós. Allà trobaran un enemic que coneixen prou bé. |                      |                                                                 |                         |                            |
| 60 | 21                   | «La separació» «La Séparation»                                  | 6 d'octubre de 2013     | 6 de juliol de 2015        |
| Després de l'atac d'en Zares, on sembla que han perdut la vida en Mendoza i els dos mariners, els nois cauen en una trampa parada per l'estrany guardià del fresc, que els explica l'origen de les pintures. Quan estan a punt de marxar, en Tao i l'Esteban discuteixen si en Mendoza i els mariners són vius o morts. L'Esteban diu que encara són vius i els vol anar a buscar amb el Gran Còndor. En Tao diu que són morts i se'n va amb la nau de l'Ambrosius.                                                         |                      |                                                                 |                         |                            |
| 61 | 22                   | «El foc del drac» «Le Feu du dragon»                            | 13 d'octubre de 2013    | 6 de juliol de 2015        |
| Els nostres amics volen visitar el temple dels Ulls, situat en un poblet tibetà, però primer hauran de buscar la manera d'amansir el gos ferotge que vigila l'entrada. De totes maneres, encara els falta una pista per trobar els ulls que ho veuen tot. Gràcies a la gent del poble, descobreixen una cova plena de ratpenats al costat de la qual hi ha una altra representació dels ulls. A veure si serà la definitiva.                                                                                                |                      |                                                                 |                         |                            |
| 62 | 23                   | «L'expedició» «L'Expédition»                                    | 20 d'octubre de 2013    | 7 de juliol de 2015        |
| Després de descobrir que en Mendoza els volia robar la piràmide de Mu, els nostres amics, molt disgustats, surten d'expedició a l'Himàlaia, on descobreixen un olmeca congelat que té un mapa estrany. En plena muntanya apareix inesperadament en Tian Li, que els buscava per advertir-los d'un gran perill. Però una tempesta de neu els separa un altre cop. Al final arriben a un lloc que podria ser la segona ciutat d'or.                                                                                           |                      |                                                                 |                         |                            |
| 63 | 24                   | «El niu del Còndor» «Le Nid du condor»                          | 27 d'octubre de 2013    | 7 de juliol de 2015        |
| Volant al llom d'un drac, els nens i l'Ambrosius arriben finalment a una porta que hi ha a la paret d'una muntanya. És tan petita que no sembla la porta d'una ciutat. A més, quan decideixen obrir-la, recorden que es van deixar les claus a la primera ciutat d'or que van obrir. Però llavors l'Esteban treu les claus que li va donar en Mendoza quan el va deixar en llibertat. Finalment, la porta s'obre i... |                      |                                                                 |                         |                            |
| 64 | 25                   | «La revelació» «La Révélation»                                  | 3 de novembre de 2013   | 8 de juliol de 2015        |
| El traïdor del grup provoca la destrucció de la ciutat d'or. I els nostres amics, espantats i tristos pel panorama de la ciutat que s'ensorra, miren de fugir corrents dels fonaments i les parets que cauen. Enmig de la confusió perden l'Ambrosius. Per la seva banda, en Mendoza s'ha de trobar al bosc amb un personatge misteriós per lliurar-li la piràmide de Mu. |                      |                                                                 |                         |                            |
| 65 | 26                   | «Cara a cara» «Face-à-face»                                     | 10 de novembre de 2013  | 8 de juliol de 2015        |
| Els nostres amics tornen al poble tibetà amb en Tian Li. Allà retroben l'Ambrosius, que està molt content de veure'ls. Però en Tian Li sospita d'ell. La gent del poble fa una festa per celebrar la tornada dels nens i, durant la festa, en Mendoza va al poble d'amagat per explicar a l'Esteban que el seu pare és viu. En Tian Li segueix l'Ambrosius fins a la seva nau i allà descobreix un secret terrible. |                      |                                                                 |                         |                            |

### 3a temporada
| Núm. total | Núm. de la temporada | Títol                                                 | Data d'estrena original | Data d'estrena a Catalunya |
| --- | -------------------- | ----------------------------------------------------- | ----------------------- | -------------------------- |
| 66 | 1                    | «Kagoshima»                                           | 12 d'octubre de 2016    | 6 d'agost de 2017          |
| Després d'haver trobat la segona ciutat d'or al Tibet, els nostres amics es veuen obligats a iniciar una nova aventura al Japó. L'objectiu és trobar la tercera ciutat d'or, però aquest cop sota les amenaces d'en Zarès, que té captiu l'Atanaos, el pare de l'Esteban. En Zarès l'amenaça de mort, si l'Eteban i els seus amics no troben la ciutat d'or i l'hi entreguen.                                                                                             |                      |                                                       |                         |                            |
| 67 | 2                    | «El daimyo shimazu» «Le Daimyo Shimazu»               | 12 d'octubre de 2016    | 6 d'agost de 2017          |
| Finalment els nostres amics obtenen la pista que guarda l'esfera d'oricalc que en Yoshi custodia des de fa anys. És una pista que els porta fins a Izumo, però per anar-hi han de recuperar el Gran Còndor, que és al fons del mar. Mentrestant, l'Ambrosius s'estavella amb la seva nau voladora a prop de Kagoshima i també cau presoner del dàimio Shimazu, cosa que complica la recuperació del Gran Còndor.                                                          |                      |                                                       |                         |                            |
| 68 | 3                    | «El gran ocell d'or» «Le grand oiseau d'or»           | 13 d'octubre de 2016    | 12 d'agost de 2017         |
| Després de molts esforços i d'arriscar la vida, els nostres amics aconsegueixen treure el Gran Còndor de l'aigua. Ara ja poden anar a Itzumo per veure el famós escut-mirall. Però abans de marxar, l'Esteban intenta salvar l'Ambrosius, en Mendoza i els seus homes, que han caigut presoners del temible dàimio Shimazu. |                      |                                                       |                         |                            |
| 69 | 4                    | «La ira de Nai No Kami» «La colère du Naï No Kami»    | 13 d'octubre de 2016    | 12 d'agost de 2017         |
| Els nostres amics no poden salvar en Mendoza ni tots els altres, però aconsegueixen que es puguin escapar pel bosc. El Gran Còndor posa rumb a Imatzo, el santuari on un cop l'any treuen l'escut-mirall en processó. Després d'alguna dificultat per entrar-hi, aconsegueixen veure l'escut, però la Zia pressent que s'acosta un terratrèmol, fet que ho pot canviar tot.                                                                                               |                      |                                                       |                         |                            |
| 70 | 5                    | «L'escut-mirall» «Le bouclier miroir»                 | 14 d'octubre de 2016    | 13 d'agost de 2017         |
| Els tres nens dedueixen que l'entrada a la ciutat d'or és a sota del volcà Sakurajima, aconsegueixen sortir del temple on han quedat tancats i van a explicar-ho al vell Yoshi. El daimyo Shimazu té empresonat Mendoza i els seus i li ofereix formar part del seu exèrcit per dominar tot el Japó. Però Mendoza vol fugir de la presó i venjar-se del traïdor Ambrosius. Al mateix temps, Ambrosius encarrega a Gaspard que elimini Mendoza.                            |                      |                                                       |                         |                            |
| 71 | 6                    | «El retorn d'en Zarès» «Le retour de Zarès»           | 14 d'octubre de 2016    | 13 d'agost de 2017         |
| L'Ambrosius es converteix en Zarès per intentar eliminar en Mendoza a la presó, però quan ho anava a fer veu com en Mendoza dona la seva brúixola a l'Ichiro i llavors persegueix el nen per prendre-la-hi. En Zarès ataca l'Ichiro i l'Esteban, els pren la brúixola, torna a la seva nau i emprèn el vol. En Mendoza i els seus agafen la nau al vol i així poden fugir del castell per l'aire.                                                                         |                      |                                                       |                         |                            |
| 72 | 7                    | «L'espasa del samurai» «Le sabre du samouraï»         | 17 d'octubre de 2016    | Sense anunciar             |
| Els nostres amics descobreixen que la clau que busquen és el guardamà de l'espasa d'en Shimazu. Una vegada segurs a la nau de l'Ambrosius, han d'idear un pla que els permeti arribar fins a l'espasa del samurai, però per això s'hauran d'enfrontar a tot l'exèrcit del dàimio. En Tao decideix posar en pràctica els coneixements de química que va aprendre a la Xina.                                                                                                |                      |                                                       |                         |                            |
| 73 | 8                    | «Quan es treu la màscara» «Quand le masque tombe»     | 17 d'octubre de 2016    | Sense anunciar             |
| El descobriment de la doble personalitat de l'Ambrosius sorprèn i trasbalsa molt els nostres amics, sobretot en Tao. Però sense donar-se per vençuts, continuen el seu camí cap a la ciutat d'or, que, segons totes les pistes, es troba a l'interior del volcà que està a punt d'entrar en erupció. Allà els espera una sorpresa encara més gran. |                      |                                                       |                         |                            |
| 74 | 9                    | «El Thallios» «Le Thallios»                           | 18 d'octubre de 2016    | 20 d'agost de 2017         |
| A la gran cova que hi ha sota el volcà, els nostres amics descobreixen una nau que navega per sota l'aigua. És una creació del poble de Mu i funciona amb la clau que han trobat a l'espasa d'en Shimazu. Quan l'engeguen, la nau no es deixa guiar, sinó que els porta ella sola cap a un lloc on, a sota d'unes pedres immenses, s'amaga una altra ciutat d'or. Aquesta és submarina i es diu Sundagatt. Aviat hi comencen a passar coses estranyes.                    |                      |                                                       |                         |                            |
| 75 | 10                   | «Sundagatt» «Sûndagatt»                               | 18 d'octubre de 2016    | 20 d'agost de 2017         |
| A la ciutat submarina, els nostres amics juguen amb els cubs d'oricalc, però aviat comença a tremolar tot perquè es prepara una gran erupció del volcà. Tots fugen corrents cap a la nau Thallios, però la Zia i l'Esteban es queden enrere per recuperar els discos de les medalles. Els altres s'escapen de la ciutat just a temps i estan desesperats perquè creuen que la Zia i l'Esteban han quedat atrapats a sota l'aigua.                                         |                      |                                                       |                         |                            |
| 76 | 11                   | «Les ombres de la selva» «Les ombres de la jungle»    | 19 d'octubre de 2016    | 26 d'agost de 2017         |
| Després que el volcà hagi destruït la tercera ciutat d'or, l'Ambrosius s'apodera de la corona i del cristall. Però en realitat, és un pla que ha pensat l'Esteban per poder-lo seguir amb la clau del Thallios. Llavors, els nostres amics comencen un viatge que els portarà del Japó a l'Índia, fins a la fortalesa del rajà de Patala. |                      |                                                       |                         |                            |
| 77 | 12                   | «El temple memòria» «Le temple mémoire»               | 19 d'octubre de 2016    | 26 d'agost de 2017         |
| Els nostres amics segueixen l'Ambrosius fins a l'Índia. L'Esteban i els seus amics van a parar al poble de Patala, on només hi ha nens, perquè els adults es veuen obligats a treballar a la fortalesa del rajà, el sobirà de Patala, que d'altra banda rep l'Ambrosius amb els braços oberts. |                      |                                                       |                         |                            |
| 78 | 13                   | «Laguerra»                                            | 20 d'octubre de 2016    | 27 d'agost de 2017         |
| Mentre fuig dels guàrdies de la fortalesa, l'Esteban veu un moment el seu pare tancat en una cel·la. Al final de la persecució es descobreix que en Laguerra és una noia. La Zia, en Tao i la Indali es volen aprendre de memòria les inscripcions del temple, però apareix una tigressa i els persegueix. L'Esteban explica a en Mendoza que l'Ambrosius vol agafar tots els nens del poble i obligar-los a treballar a la fortalesa. Els nostres amics ho volen evitar. |                      |                                                       |                         |                            |
| 79 | 14                   | «L'ordre del rellotge de sorra» «L’ordre du sablier»  | 20 d'octubre de 2016    | 27 d'agost de 2017         |
| Després de raptar en Tao i portar-lo a la fortalesa del maharajà, l'Ambrosius es vol guanyar la seva confiança i el convida a afegir-se a l'Orde del Rellotge de Sorra. Però el nen contacta amb l'Atanaos, que està presoner, per intentar fugir tots dos. Mentrestant, en Mendoza ordeix un pla per salvar els nens del poble quan els vinguin a raptar, i els nostres amics troben un riu subterrani que arriba a la fortalesa.                                        |                      |                                                       |                         |                            |
| 80 | 15                   | «El secret de l'Ambrosius» «Le secret d'Ambrosius»    | 21 d'octubre de 2016    | Sense anunciar             |
| Per ordre de l'Ambrosius, la Laguerra i la patrulla d'alquimistes van al poble a buscar els nens per fer-los treballar a la fortalesa; però gràcies al mecanisme que ha ideat en Mendoza, no els troben. A la nit, l'Esteban, la Zia i el Gunjan, descobreixen el riu subterrani per on podrien rescatar els adults del poble que estan retinguts a la fortalesa del rajà, on els obliguen a treballar.                                                                   |                      |                                                       |                         |                            |
| 81 | 16                   | «Els sols negres» «Les soleils noirs»                 | 21 d'octubre de 2016    | Sense anunciar             |
| En Mendoza, en Sancho i en Pedro arriben a la fortalesa pel riu subterrani, però esperen que el Còndor, pilotat per l'Esteban i la Zia, faci una maniobra de distracció que els faciliti l'entrada al palau del rajà per poder atacar des de dintre. Però l'ocell d'or té una avaria i l'Esteban no sap si podran arribar a temps per ajudar els seus amics. Mentrestant, l'Ambrosius intenta de totes les maneres possibles que en Tao s'uneixi als seus plans.          |                      |                                                       |                         |                            |
| 82 | 17                   | «Lliures!» «Libres !»                                 | 24 d'octubre de 2016    | Sense anunciar             |
| Mentre la Zia distreu els guardes amb el Gran Còndor, en Gunjan fa que el seu elefant tiri a terra la porta del palau. Al mateix temps, en Pedro i en Sancho alliberen la gent del poble, i l'Esteban entra a la cambra del rajà, on l'espera l'Ambrosius. El rajà està drogat, però l'Esteban li fa passar els efectes de la droga, cosa que obliga l'Ambrosius a fugir amb la Laguerra. Al final, l'Esteban es reuneix amb el seu pare.                                 |                      |                                                       |                         |                            |
| 83 | 18                   | «Ormuz»                                               | 24 d'octubre de 2016    | Sense anunciar             |
| En Tao torna al temple-memòria i descobreix una pista de la quarta ciutat d'or que els orienta cap a l'illa d'Ormuz. Tot i que en Mendoza, en Pedro i en Sancho fan plans per tornar a Espanya i l'Esteban es vol quedar a Patala amb el seu pare, al final marxen tots cap a Ormuz amb el Gran Còndor. Allà els espera en Zarès, que els ha parat una trampa, però la Laguerra els dona un cop de mà.                                                                    |                      |                                                       |                         |                            |
| 84 | 19                   | «Una altra separació» «Un nouveau départ»             | 25 d'octubre de 2016    | 9 de setembre de 2017      |
| Una vegada a Ormuz, l'Esteban i els seus amics coneixen en Nadim, un noi que d'entrada els genera desconfiança, perquè intenta robar el medalló de la Zia. Una vegada aclarit el tema, en Nadim els porta fins a la botiga del vell antiquari Hwaga Fayat perquè els doni informació de la ciutat d'Akkad i la Muntanya de la Lluna, però descobreixen que l'Ambrosius hi ha arribat primer.                                                                              |                      |                                                       |                         |                            |
| 85 | 20                   | «La muntanya de la lluna» «La montagne de la Lune»    | 25 d'octubre de 2016    | 9 de setembre de 2017      |
| En Mendoza i els seus homes s'han hagut de separar dels nens i s'han embarcat en un vaixell cap a Europa. Els menuts van cap a la ciutat d'Akkad amb el Còndor, seguint la ruta que els ha indicat el vell antiquari. Però abans de salpar, en Mendoza s'assabenta per en Malik que l'Ambrosius s'ha escapat i que pot tornar a fer de les seves. |                      |                                                       |                         |                            |
| 86 | 21                   | «Si remuntes, baixaràs» «En remontant, tu descendras» | 26 d'octubre de 2016    | 10 de setembre de 2017     |
| Els nostres amics entren al ziggurat a buscar els vels sagrats que els han d'indicar on és la quarta ciutat d'or, però el camí està ple d'obstacles. Mentrestant, l'Ambrosius arriba a Akkad amb el Gaspard i la Laguerra disposat al que sigui per aconseguir els vels. En Malik i la seva caravana porten en Mendoza fins a les proximitats de la ciutat d'Akkad. |                      |                                                       |                         |                            |
| 87 | 22                   | «El senyor del desert» «Le seigneur du désert»        | 26 d'octubre de 2016    | 10 de setembre de 2017     |
| Després d'entrar al ziggurat d'Akkab, els nostres amics cauen en mans d'en Zarès i de la Laguerra, però aconsegueixen escapar-se. Durant la precipitada fugida recuperen la brúixola i uns quants mapes de l'Ambrosius, que els porten a un oasi, on coneixeran el misteriós senyor del desert, de qui sospiten des del primer moment. |                      |                                                       |                         |                            |
| 88 | 23                   | «Els vells de Rana'Ori» «Les voiles de Rana'Ori»      | 27 d'octubre de 2016    | 16 de setembre de 2017     |
| Després de descobrir la relació comercial que hi ha entre en Zarès i en Jabbar, els nostres amics cauen presoners del senyor del desert. En Jabbar els vol vendre a en Zarès juntament amb els vels de Rana'Ori. Però llavors descobreix que el volen estafar. Mentrestant, en Mendoza intenta arribar a l'oasi de Manfuha per tots els mitjans. |                      |                                                       |                         |                            |
| 89 | 24                   | «El desert dels Khaldis» «Le désert des Chaldis»      | 27 d'octubre de 2016    | 16 de setembre de 2017     |
| L'Esteban, la Zia i en Tao arriben al Còndor gràcies a l'ajuda de la Laguerra, que posa la seva vida en perill a l'enfrontar-se tota sola als soldats d'en Jabbar. Malgrat les reticències d'en Tao, els nostres amics li permeten que pugi a bord del Còndor. L'Esteban no se'n vol anar sense l'arqueta dels vels i decideix tornar al caravanserrall, on els reben a canonades.                                                                                        |                      |                                                       |                         |                            |
| 90 | 25                   | «La serp i el lleó» «Le serpent et le lion»           | 28 d'octubre de 2016    | 17 de setembre de 2017     |
| El xeic Hakeem, després d'escoltar atentament els nens, els ensenya el vel que tant buscaven; el vel del lleó, que els xeics beduïns de la tribu khaldi s'havien transmès en secret de generació en generació. Plens d'alegria hi busquen un plànol que els porti a la ciutat d'or, però els vels continuen guardant el seu secret. |                      |                                                       |                         |                            |
| 91 | 26                   | «Kumlar» «Kûmlar»                                     | 28 d'octubre de 2016    | 17 de setembre de 2017     |
| A bord de la Nau, la Laguerra salva en Mendoza de les mans d'en Gaspard, amb l'argument que els és més útil viu que mort. Mentrestant els nostres amics entren a la ciutat d'or de Kûmlar, que és plena de sorpreses. El seu objectiu és trobar la tomba de la princesa Rana'Ori, però algú hi arriba abans que ells. |                      |                                                       |                         |                            |

### 4a temporada
| Núm. total | Núm. de la temporada | Títol                                                | Data d'estrena original | Data d'estrena a Catalunya |
| --- | -------------------- | ---------------------------------------------------- | ----------------------- | -------------------------- |
| 92 | 1                    | «Lalibela»                                           | 29 de novembre de 2020  | 18 de setembre de 2021     |
| L'Esteban i els seus companys persegueixen l'Ambrosius, que ha fugit d'Aràbia amb el medalló doble que permet obrir les ciutats d'or. Dedueixen que ha passat per Lalibela, a Etiòpia, i se'n van cap allà. En una església excavada a la roca, l'Esteban i en Tao descobreixen unes pintures que sembla que parlin de la ciutat d'Ofir, però l'Ambrosius els ha parat una trampa amb una màquina que provoca un terratrèmol.                                        |                      |                                                      |                         |                            |
| 93 | 2                    | «El somni de la Zia» «Le rêve de Zia»                | 29 de novembre de 2020  | 18 de setembre de 2021     |
| Després del terratrèmol, la Zia treu l'Esteban i en Tao de sota les runes d'una església, però queda esgotada i s'adorm profundament. Somia que una màscara li ensenya el camí que va a la ciutat d'or d'Ofir. El sacerdot de Lalibela diu als nostres amics que un tal Cinza, que viu a Kilwa, sap on és aquesta ciutat. Mentrestant, l'Ambrosius descobreix que la Laguerra és una espia del rei d'Espanya.                                                        |                      |                                                      |                         |                            |
| 94 | 3                    | «Encadenats» «Enchaînés»                             | 6 de desembre de 2020   | 25 de setembre de 2021     |
| L'Esteban i tota la colla arriben a Kilwa, on han anat a buscar un home que es diu Cinza i que es veu que té informació de la ciutat d'or d'Ofir. Allà, descobreixen amb horror que hi ha gent que es dedica al tràfic d'esclaus. L'Ambrosius ataca l'Esperanza des de l'aire per apoderar-se d'un paquet que la Laguerra va confiar al capità d'aquest vaixell. A dins del paquet, hi ha la matriu d'oricalc, que l'Ambrosius feia molt de temps que buscava.       |                      |                                                      |                         |                            |
| 95 | 4                    | «La gran evasió» «La grande évasion»                 | 6 de desembre de 2020   | 25 de setembre de 2021     |
| Kilwa, els nostres amics ajuden els esclaus a preparar una evasió aprofitant la festa d'aniversari del rei de Portugal. L'Esteban troba en Cinza, que no és altre que el terrible Gómez, i arriba a un acord amb ell per buscar junts la ciutat d'Ofir amb un mapa que té aquest mariner malvat. En Gómez, però, no pensa complir la seva part del pacte. |                      |                                                      |                         |                            |
| 96 | 5                    | «La porta dels avantpassats» «La porte des Anciens»  | 13 de desembre de 2020  | 2 d'octubre de 2021        |
| Els nostres amics segueixen les indicacions del mapa que han robat a en Gómez i que es pensen que assenyala la situació d'una altra ciutat d'or, la ciutat d'Ofir; però en realitat arriben a un lloc que es diu Zimbàbue. Allà, descobreixen una porta misteriosa d'oricalc que s'activa amb els medallons de la Zia i l'Esteban. Per la seva banda, l'Ambrosius també arriba a Zimbàbue amb en Gaspard i tres olmeques.                                            |                      |                                                      |                         |                            |
| 97 | 6                    | «El fundador» «Le fondateur»                         | 13 de desembre de 2020  | 2 d'octubre de 2021        |
| A la ciutat africana de Zimbàbue, l'Ambrosius es transforma en en Zares per anar a Chambord a través de la porta d'oricalc. L'obre amb el medalló doble de la reina Rana'Ori. A Chambord, la Zia i l'Esteban coneixen el rei Francesc I de França i altres membres de la cort que, per sorpresa de tots, estan al corrent de les seves aventures. També al castell, en Tao coneix Nostradamus, que li parla de Leonardo da Vinci.                                    |                      |                                                      |                         |                            |
| 98 | 7                    | «El fum que trona» «La fumée qui gronde»             | 20 de desembre de 2020  | 9 d'octubre de 2021        |
| Gràcies al rei de Zimbàbue, els nostres amics resolen l'enigma del sòcol de la piràmide de Mu i ja saben on han d'anar a buscar la cinquena ciutat d'Or. Però l'Ambrosius, amb l'ajuda de la Laguerra, també desxifra l'enigma, descobreix on s'amaga la ciutat i hi arriba abans que ells. Aquesta vegada, en Tao ha decidit no acompanyar els seus amics perquè prefereix quedar-se una temporada a Chambord.                                                      |                      |                                                      |                         |                            |
| 99 | 8                    | «Ofir» «Ophir»                                       | 20 de desembre de 2020  | 9 d'octubre de 2021        |
| L'Ambrosius arriba abans que els nostres amics a les portes de la ciutat d'or i l'obre. Per la seva banda, l'Esteban, la Zia i els seus acompanyants s'escapen d'en Magon i de la sentència de mort de l'Ambrosius i arriben a la ciutat darrere seu. Mentrestant, a Chambord, Nostradamus li ensenya el seu observatori a en Tao i li continua parlant de Leonardo da Vinci i els seus invents.                                                                     |                      |                                                      |                         |                            |
| 100 | 9                    | «La pedra de l'eternitat» «La pierre d'éternité»     | 21 de desembre de 2020  | 16 d'octubre de 2021       |
| Mentre la ciutat d'Ofir es va enfonsant, tots els que eren a dins van a parar al riu Zambezi i estan a punt de morir ofegats. La Laguerra li agafa la pedra filosofal a la Zia i l'hi dona a l'Ambrosius. Mentrestant, a Chambord, en Tao, guiat per Nostradamus, es continua meravellant dels coneixements de Leonardo da Vinci i està convençut que el savi va deixar algun missatge sobre les misterioses ciutats d'or.                                           |                      |                                                      |                         |                            |
| 101 | 10                   | «La dona que somriu» «La dame qui sourit»            | 21 de desembre de 2020  | 16 d'octubre de 2021       |
| Després d'haver estat a punt de morir al riu Zambezi, els nostres amics es reuneixen en un poblat de l'Àfrica on la Zia troba una màscara com la que va veure al somni que va tenir a Lalibela. Quan li diuen que l'original és a Kilwa, decideix anar-la a buscar, però se n'hi va sola. A Chambord, Nostradamus ensenya a en Tao el retrat que Leonardo da Vinci va fer de la Monna Lisa i el naacal hi troba una pista.                                           |                      |                                                      |                         |                            |
| 102 | 11                   | «La Bako» «Le Bako»                                  | 22 de desembre de 2020  | 23 d'octubre de 2021       |
| La Zia se'n va tota sola cap a Kilwa, però descobreix que en Temba ha pujat d'amagat al gran Còndor. El noi s'ofereix a ajudar-la a trobar la màscara màgica i, de passada, venjar-se d'en Gómez, que ven com a esclava la gent del seu poble. Un cop ja té la màscara, la Zia se la posa i té una visió que li fa pensar que li ha passat alguna cosa en Tao. Llavors decideix anar a Chambord.                                                                     |                      |                                                      |                         |                            |
| 103 | 12                   | «Adeu, mestre» «Adieu Maître !»                      | 22 de desembre de 2020  | 23 d'octubre de 2021       |
| La Zia i en Temba tornen al poble amb la màscara Bako i allà els expliquen que la tradició mana que ara la portin al lloc on la van crear. L'Esteban no hi està d'acord perquè creu que això els farà perdre molt de temps, però els altres pensen que potser allà trobaran la sisena ciutat d'or. Mentrestant, l'Ambrosius descobreix que els olmeques s'han aprofitat d'ell des del principi per aconseguir la pedra filosofal.                                    |                      |                                                      |                         |                            |
| 104 | 13                   | «La nit de les màscares» «La nuit des masques»       | 23 de desembre de 2020  | 30 d'octubre de 2021       |
| Després de la caiguda al buit de l'Ambrosius, en Gaspard i la Laguerra intenten escapar-se dels olmeques que els persegueixen. D'altra banda, la Zia i els nostres amics continuen el viatge per portar la màscara de Bako a casa seva. Però potser serà un viatge més perillós del que es pensen, perquè uns estranys desconeguts els ataquen mentre acampen a la nit.                                                                                              |                      |                                                      |                         |                            |
| 105 | 14                   | «La cinglera dels esperits» «La falaise aux esprits» | 23 de desembre de 2020  | 30 d'octubre de 2021       |
| En Pedro i en Sancho expliquen que l'incendi l'han provocat uns homes lleopard, i en Mendoza s'adona que ho han fet per distreure tothom i robar la Bako. Mentre parlen, veuen que uns homes lleopard s'emporten la Zia. Els empaiten però no els arriben a atrapar. Al poble s'assabenten que els homes lleopard i la bruixa que els mana potser s'amaguen a la cinglera dels Esperits, un indret maleït i perillós.                                                |                      |                                                      |                         |                            |
| 106 | 15                   | «La bruixa» «La sorcière»                            | 24 de desembre de 2020  | 6 de novembre de 2021      |
| L'Esteban i en Tao han vist que els homes lleopard feien entrar la Zia en una cova de la cinglera dels Esperits i la van a buscar. La Zia els explica que, explorant els passadissos de la cova, ha fet un descobriment. A la ciutat abandonada, en Mendoza, en Pedro i en Sancho s'enfronten amb la bruixa i els homes lleopard per mirar de recuperar la màscara de Bako i fugir.                                                                                  |                      |                                                      |                         |                            |
| 107 | 16                   | «Orunigi»                                            | 24 de desembre de 2020  | 6 de novembre de 2021      |
| Mentre els nostres amics volen amb el Gran Còndor cap al lloc on esperen trobar la sisena ciutat d'Or, la Zia es posa la màscara i esclata una tempesta molt forta i amb molts llamps i trons. L'Esteban fa tot el que pot per controlar el Còndor, però al final han de fer un aterratge d'emergència enmig de la selva. Tots respiren alleujats, però aviat s'adonen de la presència d'un animal poc amistós.                                                      |                      |                                                      |                         |                            |
| 108 | 17                   | «Revelacions» «Révélations»                          | 28 de desembre de 2020  | 13 de novembre de 2021     |
| Abans que la ciutat d'or d'Orunigi es tanqui com les altres, la princesa Rana'Ori explica als nens que ara hauran de construir una altra ciutat d'or, la setena, perquè serveixi d'escut per protegir la Terra d'un meteorit que s'acosta i la pot destruir. En Tao està convençut que les instruccions per construir-la les trobaran a Chambord. Mentrestant, un núvol de llagostes ataca la Laguerra i en Gaspard mentre miren de fer volar la nau de l'Ambrosius. |                      |                                                      |                         |                            |
| 109 | 18                   | «A l'altra banda del mirall» «Au-delà du miroir»     | 28 de desembre de 2020  | 13 de novembre de 2021     |
| En Tao creu que els plànols per construir la setena ciutat d'or són al castell de Chambord, i per això tota la colla torna a Zimbàbue per travessar la porta que hi duu. Investigant pel castell, troben la manera d'arribar a una cova molt gran que té un llac al mig. Allà, llegeixen unes inscripcions que diuen on s'ha de construir la cova i tenen una sorpresa molt gran. Mentrestant, uns guerrers capturen la Laguerra i en Gaspard.                       |                      |                                                      |                         |                            |
| 110 | 19                   | «Caiguts del cel» «Tombés du ciel»                   | 29 de desembre de 2020  | 20 de novembre de 2021     |
| Sobrevolant el Kilimanjaro amb el Gran Còndor, els nostres amics troben les restes de la nau voladora de l'Ambrosius, però a la nau no hi ha ni els artefactes de Mu que busquen, ni la Laguerra i en Gaspard. Per trobar-los pensen a dividir-se: uns es deixaran capturar pels mateixos que han fet presoners els dos tripulants de la nau, i els altres els vigilaran des del Gran Còndor. Però llavors apareix un núvol de llagostes.                            |                      |                                                      |                         |                            |
| 111 | 20                   | «El sacrifici» «Le sacrifice»                        | 29 de desembre de 2020  | 20 de novembre de 2021     |
| Un cop capturats, en Mendoza i els mariners van a parar a un poble massai on també han agafat presoners la Laguerra i en Gaspard. El bruixot diu que per salvar-se de la plaga de llagostes que té el poble desesperat, han de sacrificar els presoners. La Zia, l'Esteban i en Tao hauran d'arribar a temps per evitar-ho, però no els serà fàcil trobar la pista dels seus amics, i de la Laguerra i en Gaspard.                                                   |                      |                                                      |                         |                            |
| 112 | 21                   | «Tots junts» «Main dans la main»                     | 30 de desembre de 2020  | 27 de novembre de 2021     |
| Els nostres amics han de recuperar els artefactes de Mu per construir la setena ciutat d'or, però la Laguerra no vol renunciar a la seva missió, que és portar el gran llegat de Mu al seu rei. Ara bé: necessita que l'Esteban els porti amb el Còndor i ell només està disposat a fer-ho a canvi dels artefactes de Mu. Al final decideixen resoldre-ho tot plegat amb un duel entre en Mendoza i la Laguerra.                                                     |                      |                                                      |                         |                            |
| 113 | 22                   | «La porta de l'infern» «La porte de l'enfer»         | 30 de desembre de 2020  | 27 de novembre de 2021     |
| El mecanisme que els nostres amics han activat al castell de Chambord espanta tothom menys en Tao, que confia en el seu instint i en la ciència de Mu. El naacal descobreix que han de fer unes peces d'oricalc amb uns motllos molt grossos. Mentrestant, en Mendoza i els seus companys arriben a la base dels olmeques però no troben la pedra d'Ofir per enlloc.                                                                                                 |                      |                                                      |                         |                            |
| 114 | 23                   | «L'últim atlant» «Le dernier des Atlantes»           | 31 de desembre de 2020  | 4 de desembre de 2021      |
| En Mendoza, la Laguerra i en Gaspard aconsegueixen fugir de la base olmeca amb la pedra gràcies a la inesperada ajuda d'en Tyrias, però no ho tindran gens fàcil per salvar-se del riu de lava i sortir de la cova. L'Esteban i la Zia els van a buscar. Mentrestant, en Tao dirigeix la construcció de la ciutat escut amb l'ajuda dels súbdits dels reis de Zimbàbue i de França.                                                                                  |                      |                                                      |                         |                            |
| 115 | 24                   | «Venjança» «Vengeance»                               | 31 de desembre de 2020  | 4 de desembre de 2021      |
| Els nostres amics s'adonen en ple vol que en Zares s'havia amagat al Còndor i s'hi enfronten. Al final, el fan caure, però en Zares promet que es venjarà. Mentrestant, l'Atanaos se'n va a veure en Li Shuang per demanar-li ajuda. A Chambord, continuen les feines de construcció de la ciutat escut que ha d'evitar el gran cataclisme, però van massa a poc a poc. Si no van més de pressa, no la construiran a temps.                                          |                      |                                                      |                         |                            |
| 116 | 25                   | «La setena ciutat d'or» «La 7ème Cité d'or»          | 1 de gener de 2021      | 18 de desembre de 2021     |
| La Laguerra està molt greu de la mossegada de serp, però aconsegueix dir-li a la Zia que li ha arrencat el medalló doble a en Zares. La Zia i l'Esteban el van a buscar. Mentrestant, en Zares, que ha vist que a Zimbàbue forgen peces d'oricalc i se les emporten a través de la porta que comunica amb Chambord, roba la matriu d'oricalc, fuig travessant la porta i quan arriba a Chambord, la tanca darrere seu.                                               |                      |                                                      |                         |                            |
| 117 | 26                   | «El final de l'aventura?» «Fin de l'aventure ?»      | 1 de gener de 2021      | 18 de desembre de 2021     |
| Al castell de Chambord i a Zimbàbue tothom treballa frenèticament per tenir preparada la setena ciutat d'or amb l'escut solar que ha de destruir el meteorit que amenaça de provocar el gran cataclisme. Quan en Tao posa en marxa l'escut, no funciona i han de demanar ajuda a l'Ambrosius que, evidentment, posa la condició que el deixin en llibertat. Salvaran el món, els nostres amics?                                                                      |                      |                                                      |                         |                            |